# Histoire de Melilla

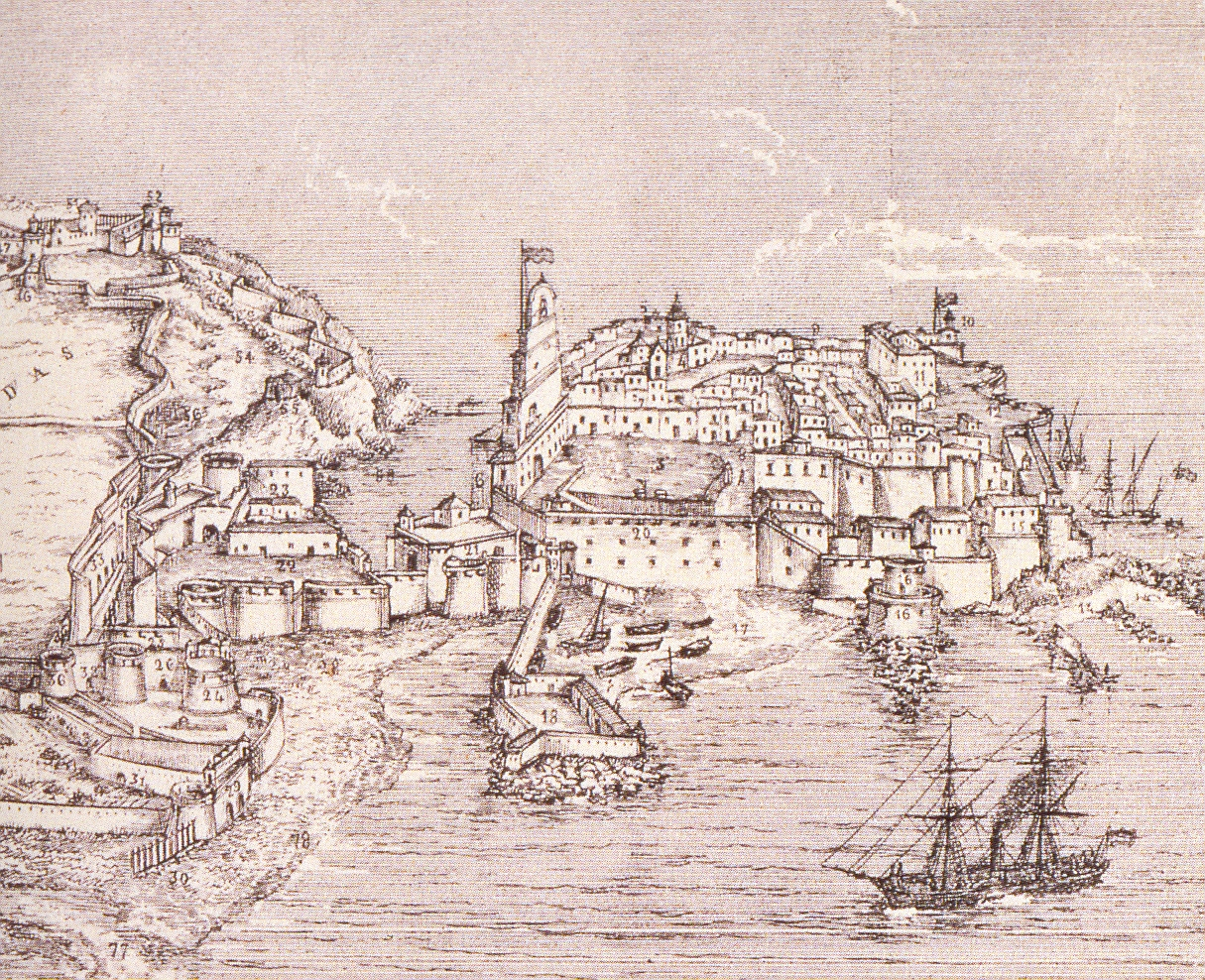
Enceintes fortifiées de Melilla en 1849

L'histoire de Melilla remonte au premier millénaire avant J.-C., époque à laquelle les Phéniciens s'installent sur un site qu'ils nommèrent Rusadir, signifiant en punique « cap imposant ». Cette ville a joué un rôle stratégique tout au long des siècles en raison de sa position géographique favorable en Méditerranée.
Au IIIe siècle av. J.-C., Rusadir faisait partie de l'Empire carthaginois. Après la chute de Carthage, la région passa sous domination romaine en 42 av. J.-C., devenant une partie de la province romaine de Maurétanie Tingitane, considérée comme la Hispania Transfretana. Après la chute de l'Empire romain d'Occident, la ville entra dans le domaine des Wisigoths, formant ainsi une partie de l'Hispania visigothique.
Au VIe siècle, en 534, l'empereur byzantin Justinien Ier conquit Melilla et l'incorpora à l'Empire byzantin. Toutefois, en 615, la ville fut reprise par le roi wisigoth Sisebuto. En 700, l'armée musulmane dirigée par Moussa Ibn Noçaïr conquit Rusadir, marquant ainsi le début de l'occupation islamique de la région.
La situation de Melilla resta relativement stable jusqu'en 1497, quand la ville, alors abandonnée à la suite de conflits avec le sultanat de Fès, fut occupée par Pedro de Estopiñán y Virués, au nom du duc de Medina Sidonia et avec le soutien des Rois Catholiques. Cette occupation marqua le début de l'ère espagnole dans la ville.
Au XVIIIe siècle, Melilla fut assiégée par le sultan Mohammed III entre 1774 et 1775, bien que ce siège échoua, grâce à la résistance de la ville dirigée par le commandant général Juan Sherlock. Ce dernier fut soutenu par les Britanniques, ce qui ajouta une dimension internationale à cet épisode.
Melilla était déjà reconnue comme une enclave espagnole dans le traité de paix de 1767. D'autres traités signés en 1767, 1780 et 1785 firent mention de la ville dans le cadre des accords de paix entre l'Espagne et les autres puissances européennes et africaines. Le territoire espagnol de Melilla fut officiellement délimité par le traité du 14 novembre 1863, consolidant ainsi la position de l'Espagne sur cette enclave stratégique en Afrique du Nord.
L'histoire de Melilla est marquée par des conflits, des conquêtes et des changements de domination, ce qui en fait une ville riche en héritages culturels et historiques.

## Les premières occupations et les civilisations antiques
Les premiers signes d'occupation humaine à Melilla remontent à l'Antiquité, bien avant son établissement en tant que ville forte sous domination espagnole. Des découvertes archéologiques suggèrent que la région était habitée par les Phéniciens et, plus tard, par les Carthaginois. Ces peuples, fascinés par la situation stratégique de la ville, l’utilisaient probablement comme un point de transit commercial et un site de pêche.
À partir du Ier siècle avant notre ère, la région passe sous domination romaine, qui marque le début d’une période d’intégration dans l’empire méditerranéen. Melilla, à cette époque, fait partie de la province romaine de Maurétanie Tingitane, un territoire qui s’étendait sur une grande partie du nord du Maroc actuel. Les Romains bâtirent des installations commerciales et maritimes, exploitant la position de la ville pour contrôler les routes maritimes en Méditerranée.
Après la chute de l'Empire romain, la ville subit plusieurs transformations, d'abord sous l'occupation des Byzantins au Ve siècle, puis par les Berbères et les Arabes au VIIIe siècle, qui marquèrent profondément la région de Melilla avec l’implantation de nouvelles infrastructures et une culture islamique dominante.

## Domination arabe et médiévale
L’arrivée des Arabes et des Berbères en 711, après la conquête de l'Espagne par les forces musulmanes, donna à Melilla un rôle stratégique majeur. En 777, la région passa définitivement sous le contrôle du royaume idrisside, une dynastie berbère qui exerça une grande influence sur le commerce méditerranéen et l'extension de l'islam au nord de l’Afrique. Melilla devint alors un port prospère, aux prises avec les pirates barbaresques, mais aussi un centre d'échanges commerciaux avec le reste du monde méditerranéen.
En 1497, pendant la Reconquête espagnole, Melilla fut capturée par les troupes de la couronne de Castille sous le commandement du roi Ferdinand le Catholique. Cette prise s’inscrivait dans une série d’expansions espagnoles sur les côtes africaines. La ville fut fortifiée et devint un bastion de défense contre les incursions extérieures, notamment celles des Ottomans et des pirates barbaresques. Ce fut le début d’une longue histoire d’occupation espagnole qui allait durer jusqu'à nos jours.

## Période moderne et les luttes de pouvoir
La période moderne de Melilla débute au XVIe siècle, lorsque la ville devient un point stratégique pour les Espagnols dans leur lutte contre les pirates barbaresques. Pendant ce temps, les Espagnols renforcent les fortifications de la ville, établissant des murs et des tours qui résisteraient à plusieurs sièges et attaques durant les siècles suivants.
Au XIXe siècle, Melilla est devenue une ville militaire d'importance capitale. En 1859, pendant la guerre hispano-marocaine, l'armée espagnole s’empara de la ville de Tanger, et Melilla se retrouva encore une fois sous le contrôle exclusif de l’Espagne. Ce conflit fut un tournant pour l'extension de la sphère d'influence espagnole sur le nord de l'Afrique. En 1860, Melilla devient un point clé dans la défense des colonies espagnoles et reste sous administration espagnole malgré les tentatives marocaines pour la récupérer.

## Conflits du XXe siècle et guerre du Rif
Les premières décennies du XXe siècle furent marquées par de nouveaux conflits. En 1921, Melilla fut impliquée dans la guerre du Rif, une guerre coloniale entre les forces espagnoles et les tribus berbères du Rif, dirigées par Abdelkrim El Khattabi. Melilla, située à proximité du Rif, devint une cible militaire importante pour les insurgés. La bataille de 1921, qui a abouti à une défaite espagnole, reste l'un des épisodes les plus marquants de l'histoire militaire de la ville.
Au cours du XXe siècle, la question de la souveraineté sur Melilla est devenue un point de tension avec le Maroc indépendant. Bien que Melilla fasse partie du territoire espagnol, le Maroc a constamment contesté cette situation, en particulier après son indépendance en 1956. L'Espagne, de son côté, a maintenu sa présence en Afrique du Nord et a renforcé ses liens avec la ville en la dotant de nombreuses infrastructures.

## Melilla contemporaine
Melilla, tout comme sa voisine Ceuta, est devenue une ville autonome en 1995, avec un statut similaire à celui des régions autonomes espagnoles. Elle bénéficie d’une grande autonomie administrative, mais reste un sujet de débat géopolitique en raison de sa position particulière sur le continent africain.
L’histoire contemporaine de Melilla est marquée par des échanges culturels et sociaux entre ses différentes communautés, notamment la population d'origine espagnole, les Berbères et les Arabes. La ville continue de se développer, mais elle demeure également un point de friction géopolitique avec le Maroc, qui revendique la souveraineté sur les deux villes espagnoles de Melilla et Ceuta.